# Polypedilum brumale
Polypedilum brumale är en tvåvingeart som beskrevs av Jean-Jacques Kieffer 1913. Polypedilum brumale ingår i släktet Polypedilum och familjen fjädermyggor. Inga underarter finns listade i Catalogue of Life.